# 高梨村 (秋田県)
高梨村（たかなしむら）は、秋田県仙北郡にかつて置かれていた村。古い資料では「高梨子」と記していることもある。

## 地理
横手盆地の北部に位置し、一ッ森、真山、長森の三つの残丘を除けば、村全体がほぼ平ら。東から西へと丸子川が横断する。

## 歴史
- 1889年 - 町村制施行により高梨村、橋本村、払田村、上野田村、戸地谷村が合併し高梨村が発足。
- 1955年3月31日 - 横堀村と合併し、仙北村が発足。

## 歴代村長
- 初代（1889年5月8日〜1901年12月25日） - 池田甚之助
- 二代（1902年1月8日〜1927年2月7日） - 池田文太郎
- 三代（1927年4月1日〜1943年8月18日） - 池田文一郎
- 四代（1943年11月26日〜1946年8月31日） - 藤肥良治
- 五代（1946年9月28日〜1946年11月19日） - 松本惣治
- 六代（1947年4月6日〜1955年3月30日） - 武田寅之助

## 人口
- 1889年 - 2,878人
- 1912年4月 - 3,376人
- 1914年 - 3,418人
- 1916年 - 3,970人
- 1918年 - 4,008人
- 1920年国勢調査 - 4,107人
- 1925年国勢調査 - 4,223人
- 1930年国勢調査 - 4,515人
- 1935年国勢調査 - 4,552人
- 1940年国勢調査 - 4,519人
- 1945年国勢調査 - 4,304人
- 1947年国勢調査 - 5,290人
- 1950年国勢調査 - 5,264人
- 1955年廃止時 - 5,294人
- 1955年国勢調査 - 5,272人
- 1960年国勢調査 - 5,027人
- 1965年国勢調査 - 4,613人

## 学校
- 高梨村立高梨中学校
- 高梨村立高梨小学校

## 経済

### 産業
古くから稲作が盛んであり、太鼓の生産もされている。また何人もの大地主が屋敷を構え、村を賑わせた。特に池田氏は最盛期に約200人の使用人を抱え、公共施設の建設、学校給食の開始など村の発展に尽力した。

## 名所・旧跡・観光スポット・祭事・催事
- 払田柵跡（国の史跡）
- 池田氏庭園（国の名勝）
- 天筆（小正月行事）

## 出身有名人
- 後藤宙外 - 作家
- 池田甚之助 - 貴族院多額納税者議員
- 後藤英次 - 軍人